# Числеу (комуна)
Числеу (рум. Cislău) — комуна у повіті Бузеу в Румунії. До складу комуни входять такі села (дані про населення за 2002 рік):
- Берешть (541 особа)
- Буда-Кречунешть (920 осіб)
- Гура-Бисчей (389 осіб)
- Скерішоара (877 осіб)
- Числеу (2305 осіб) — адміністративний центр комуни

Комуна розташована на відстані 92 км на північ від Бухареста, 36 км на захід від Бузеу, 130 км на захід від Галаца, 75 км на південний схід від Брашова.

## Населення
За даними перепису населення 2002 року у комуні проживали 5032 особи.
Національний склад населення комуни:
| Національність | Кількість осіб | Відсоток |
| -------------- | -------------- | -------- |
| румуни         | 4939           | 98,2%    |
| цигани         | 92             | 1,8%     |
| угорці         | 1              | < 0,1%   |

Рідною мовою назвали:
| Мова      | Кількість осіб | Відсоток |
| --------- | -------------- | -------- |
| румунська | 4981           | 99,0%    |
| циганська | 51             | 1,0%     |

Склад населення комуни за віросповіданням:
| Релігія       | Кількість осіб | Відсоток |
| ------------- | -------------- | -------- |
| православні   | 5029           | 99,9%    |
| римо-католики | 2              | < 0,1%   |
| лютерани      | 1              | < 0,1%   |